# محمد العلمي (إعلامي)
محمد العلمي إعلامي مغربي، يعمل مراسل قناة الجزيرة. ولد بمدينة فاس في 3 أكتوبر 1959 وهو مقيم حاليًا في الولايات المتحدة الأمريكية. تخرج من المركز التربوي الجهوي بفاس ومارس التعليم في المغرب قبل الالتحاق بمعهد «Renton» في ولاية واشنطن بالشمال الغربي للولايات المتحدة لدراسة اللغة الإنجليزية.
بدا مسيرته الاعلامية في راديو الشبكة العربية الأمريكية وهو رايدر كان موجها للجالية العربية الأمريكية قبل التحاقه بإذاعة صوت أمريكا مذيعا ومترجما بعد ذلك انتقل إلى العمل التلفزيوني مع "شبكة الاخبار العربية" التي كانت تتخذ من لندن مقرا لها ثم انتقل بعد ذلك إلى تلفزيون أسوشيتد برس. وهو حالياً يشغل كبير مراسلي قناة الجزيرة بواشنطن. وقد التحق بالقناة في يونيو 2000 وغادرها إلى قناة أبوظبي عام 2002 قبل ان يعود للجزيرة في فبراير 2004 وله كتاب بعنوان: "كاترينا مرت من هنا: يوميات العاصفة.

## وصلات خارجية
- (فيديو) حوار مع محمد العلمي (التلفزيون المغربي (برنامج مشارف). على يوتيوب
- (فيديو) حوار مع محمد العلمي (قناة المهاجر).
- (فيديو) حوار مع محمد العلمي في فلسطين المحتلة. على يوتيوب
- محمد العلمي ممنوع في القناة الأولى المغربية.. من يصدق!! (جريدة الاتحاد الاشتراكي)ا
- التلفزيون المغربي يفرج عن حلقة العلمي من برنامج «مشارف» بعد منعها لشهور (جريدة الصباح المغربية).
- مقالات محمد العلمي في الجرائد